# Маскатин (округ)
Ма́скатин (англ. Muscatine County) — округ в США, штате Айова. На 2000 год численность населения составляла 41 722 человек. По оценке бюро переписи населения США в 2009 году население округа составляло 42 934 человек. Окружным центром является город Маскатин.

## История
Округ Маскатин был сформирован в 7 декабря 1836 года.

## География
Согласно данным Бюро переписи населения США площадь округа Маскатин составляет 1136 км².
На границе с округом Скотт расположен город Уолкотт в котором расположен крупнейший трак-стоп в мире — Iowa 80.

### Основные шоссе
- Шоссе 6
- Шоссе 61
- Автострада 22
- Автострада 38
- Автострада 70
- Автострада 92

### Соседние округа
- Сидар (север)
- Скотт (северо-восток)
- Рок-Айленд, Иллинойс (восток)
- Луиза (юг)
- Джонсон (северо-запад)

## Демография
По данным переписи населения 2000 года в округе проживало 41 722 жителей. Среди них 26,3 % составляли дети до 18 лет, 12,7 % люди возрастом более 65 лет. 50,2 % населения составляли женщины.
Национальный состав был следующим: 96,3 % белых, 1,4 % афроамериканцев, 0,4 % представителей коренных народов, 1,0 % азиатов, 14,5 % латиноамериканцев. 0,9 % населения являлись представителями двух или более рас.
Средний доход на душу населения в округе составлял $19625. 11,9 % населения имело доход ниже прожиточного минимума. Средний доход на домохозяйство составлял $53234.
Также 80,3 % взрослого населения имело законченное среднее образование, а 17,2 % имело высшее образование.